# Freya
Freya (též Freyja ze staroseverštiny) je v severské mytologii krásná bohyně, která je, stejně jako její otec Njörd a její bratr a milenec zároveň Frey, z rodu Vanů. Její jméno v překladu znamená „Milovaná“. Freya je označována jako bohyně plodnosti a úrody, lásky, krásy, války, čarodějnictví a také jako dísa Vanů. Literární zdroje[kdo?] ji zmiňují jako kněžku bohů, která nejlépe ovládá seid, magii Vanů. Při svých cestách si dávala různá jména jako Mardöll, Hörn, Gefn nebo Sýr. 
V germánských jazycích je po ní pojmenován pátek. Jejím manželem byl Óðr, který však odešel na dalekou cestu a Freya ho oplakávala slzami z rudého zlata. Freya padne v boji po boku Ódina a smrt ji má čekat jen o chvíli dříve než Ódina.[zdroj⁠?!]
Mezi její rostliny patří prvosenka, šanta kočičí, cypřiš, jmelí, mák, růže, sedmikráska, jahodník, myrta, jetel, myrhovník, sturač a santal červený. Její dcerou je Hnóss, která je proslulá svojí krásou, jež se pro některé stává nebezpečnou. 
Freya vlastní kočár tažený kočkami, nádherný náhrdelník Brísingamen, který jí však ukradl Loki, kance Hildisvína se zlatými štětinami a sokolí (nebo volavčí) roucho, díky kterému se může proměnit v ptáka.
Na Frigginu žádost jí Ódin přenechává všechny bojovníky, kteří zemřeli při souboji o nějakou ženu.[zdroj⁠?!] Kromě toho Freya také dohlíží na polovinu všech padlých bojovníků, kteří odcházejí do Fólkvangu, jejího sídla v Ásgardu. Tam žijí v síni zvané Sessrúmnir.
Jméno Freyi a jejího bratra se promítlo do anglického názvu pro pátek, Friday - Freya's day (Frey's day).

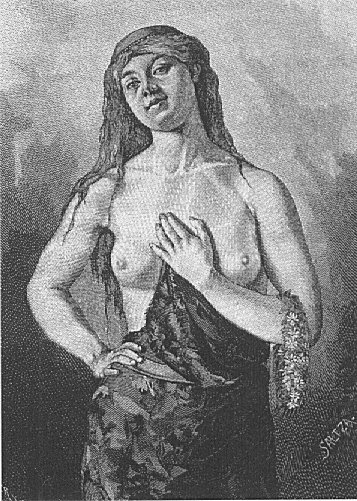
Romantické grafika Carla Fredrika von Saltza
Moderní umělecké ztvárnění